# Bandidus nebulosus
Bandidus nebulosus is een insect uit de familie van de mierenleeuwen (Myrmeleontidae), die tot de orde netvleugeligen (Neuroptera) behoort. 
Bandidus nebulosus is voor het eerst wetenschappelijk beschreven door New in 1985.